# 290 (număr)
290 (două sute nouăzeci) este numărul natural care urmează după 289 și precede pe 291 într-un șir crescător de numere naturale.

## În matematică
290:
- Este un număr par.[1][2]
- Este un număr compus.[3]
- Este un număr deficient.[4][5]
- Este un număr intangibil.[6][7]
- Este un număr Mian-Chowla.[8][9]
- Este un număr nontotient.[10][11]
- Este un număr noncototient.[12]
- Este un număr sfenic.[13]
- Este produsul a trei numere prime (290 = 2 × 5 × 29).
- Este suma a patru numere prime consecutive (290 = 67 + 71 + 73 + 79).
- Este suma pătratelor divizorilor lui 17 (290 = 12 + 172).
- Este un număr caracteristic din teorema 15 și 290.
- Este un număr palindromic și repdigit în bazele 28 (AA28) și 289 (11289).

## În știință

### În astronomie
- Obiectul NGC 290 din New General Catalogue este un roi deschis, cu o magnitudine 11,71 din Micul Nor al lui Magellan, în constelația Tucanul.
- 290 Bruna este un asteroid din centura principală.
- 290P/Jäger este o cometă periodică din sistemul nostru solar.